# این یکیم واسه
این یکیم واسه نام یک تک آهنگ اعتراضی از هیچ‌کس در سبک رپ است که در جریان خیزش ۱۴۰۱ ایران و در حمایت از مردم معترض منتشر شد. این تک آهنگ در پلتفرم ساندکلاود بیش از پنج میلیون مرتبه شنیده‌شد.
این اثر که واکنشی به کشته‌شدن نیکا شاکرمی است، با قطعه‌ای از سخنرانی علی خامنه‌ای شروع می‌شود و بعد از چند ثانیه، صحبت او با شلیک گلوله خاموش می‌شود. پس از آن صدای گلوله بارها در آهنگ به گوش می‌رسد. این ترانه مضمون و حال و هوایی سرشار از خشم دارد که از این حیث به‌نوعی در نقطه مقابل ترانه «یه روز خوب میاد» از همین خواننده قرار می‌گیرد.

## حواشی
در پی انتشار این آهنگ، یک رقصنده و پارکورکار به دلیل رقص با آن در مقابل برج آزادی تهران بازداشت شد.

## نوشتارهای مرتبط
- دستاشو مشت کرده
- تفنگت را زمین بگذار
- هنر اعتراضی
- ترانه اعتراضی